# 御堂 (東秩父村)
御堂（みどう）は、埼玉県秩父郡東秩父村の大字。郵便番号は355-0375（小川郵便局管区）。

## 地理
東秩父村中部に位置する。南西で皆谷と、北西で坂本と、北東で奥沢と、東で安戸と、南で比企郡小川町腰越と隣接する。小字として御堂・槻川西谷・幽地ヶ沢・向堀・川下・川上・萩平・城山が挙げられる。大部分が山林であり、槻川沿いに水田が点在する山村である。北端を東流する槻川沿いと中央部を北流する槻川支流萩平川上流の山地斜面に民家が散在する。東秩父村の行政上の中心地であり、村役場をはじめ各種行政機関等が集中する。

### 河川
- 槻川 - 都幾川最大の支流。
- 萩平川
- 御堂川

### 山岳
- 清正公山

## 歴史
古くは大河原村と称したが、後に御堂村と名を変えた。縄文時代早・中期、平安期の集落跡・清正公山山頂遺跡、平安期から鎌倉期にかけての住居跡である大河原氏館跡が残る。古くは玉川領大河原郷に属したとされる。江戸期初めは天領とされたが、天明8年からは一部が旗本雨宮氏の知行となり、寛政10年からは旗本雨宮氏と旗本亀井氏の相給になったとされる。『武蔵田園簿』によれば村高は286石余、他に紙舟役3貫200文、「元禄郷帳」によれば357石余、「天保郷帳」によれば367石余。『旧高旧領取調帳』では秩父郡代・木村飛騨守支配として340石余が、浄蓮寺領として20石が計上されている。
御堂村は分水嶺の東側にあるが秩父郡の郡管に属する外秩父十五ヶ村のひとつに数えられている。明治時代に入り1884年（明治17年)には連合戸長役場制により、御堂村は安戸村・奥沢村と共に秩父郡御堂村連合戸長役場区域に置かれ、戸長役場は御堂村に置かれた。後の1889年（明治22年）4月1日、町村制施行に伴いこの秩父郡御堂村連合戸長役場区域の3ヶ村は合併して大河原村となり御堂村は大河原村の大字御堂となった。村役場は御堂に置かれた。戦後の1956年（昭和31年）には大河原村が槻川村と合併し東秩父村を新設、東秩父村の大字となったが、村役場は引き続き御堂に置かれている。1947年（昭和22年）のキャサリン台風で被害を受けた。またしばしば凍霜害・雹害を受けている。

### 地名の由来
鎌倉時代末期の正和年間に大河原神治太郎光興が大檀越となって日蓮の御影を安置する法華堂を創建したことにより御堂とした説と、かつて大内沢に遠流となった皇子が埋葬された御堂があったことから御堂とした説とがある

### 沿革
- 鎌倉時代 - 正和年間に法華堂が創建される[5]。
- 1788年（天明8年） - 天領だった一部が旗本雨宮氏の知行になる。
- 1798年（寛政10年） - 旗本雨宮氏と旗本亀井氏の相給となる。
- 1868年（明治元年）6月17日 - 廃藩置県により岩鼻県に所属、岩鼻県秩父郡御堂村となる。
- 1871年（明治4年）
  - 10月28日 - 第1次府県統合により岩鼻県が廃止され、群馬県に編入。
  - 11月14日 - 群馬県の旧岩鼻県で旧武蔵国に当たる地域が入間県に編入、入間県秩父郡御堂村となる。
- 1872年（明治5年）10月10日 - 大区小区制の施行により第六大区第八小区に属する
- 1873年（明治6年）6月15日 - 入間県が群馬県と合併し、熊谷県となる。大区小区は南第六大区第八小区に属した。
- 1876年（明治9年）8月21日 - 第2次府県統合により、埼玉県の管轄となる。
- 1878年（明治11年）- 郡区町村編制法により大区小区が廃止され秩父郡に属する。
- 1889年（明治22年）4月1日 -  町村制施行により、秩父郡大河原村の大字御堂となる。
- 1956年（昭和31年）8月1日 - 大河原村が槻川村と合併し東秩父村を新設、東秩父村の大字となる。

## 世帯数と人口
2015年（平成27年）10月1日現在の世帯数と人口は以下の通りである。
| 大字 | 世帯数  | 人口  |
| ---- | ------- | ----- |
| 御堂 | 198世帯 | 575人 |

## 交通

### 鉄道
地内に鉄道は引かれていない。下記バス路線を使って小川町駅及び寄居駅が利用できる。

### バス
- イーグルバス - 東秩父路線
- 東秩父村営バス - 寄居線・常光寺線

### 道路
- 埼玉県道11号熊谷小川秩父線

## 施設
- 東秩父村役場
- 東秩父村立東小学校
- 東秩父村立城山保育園
- 川上集落農業センター
- 川下農村文化センター
- 向堀センター

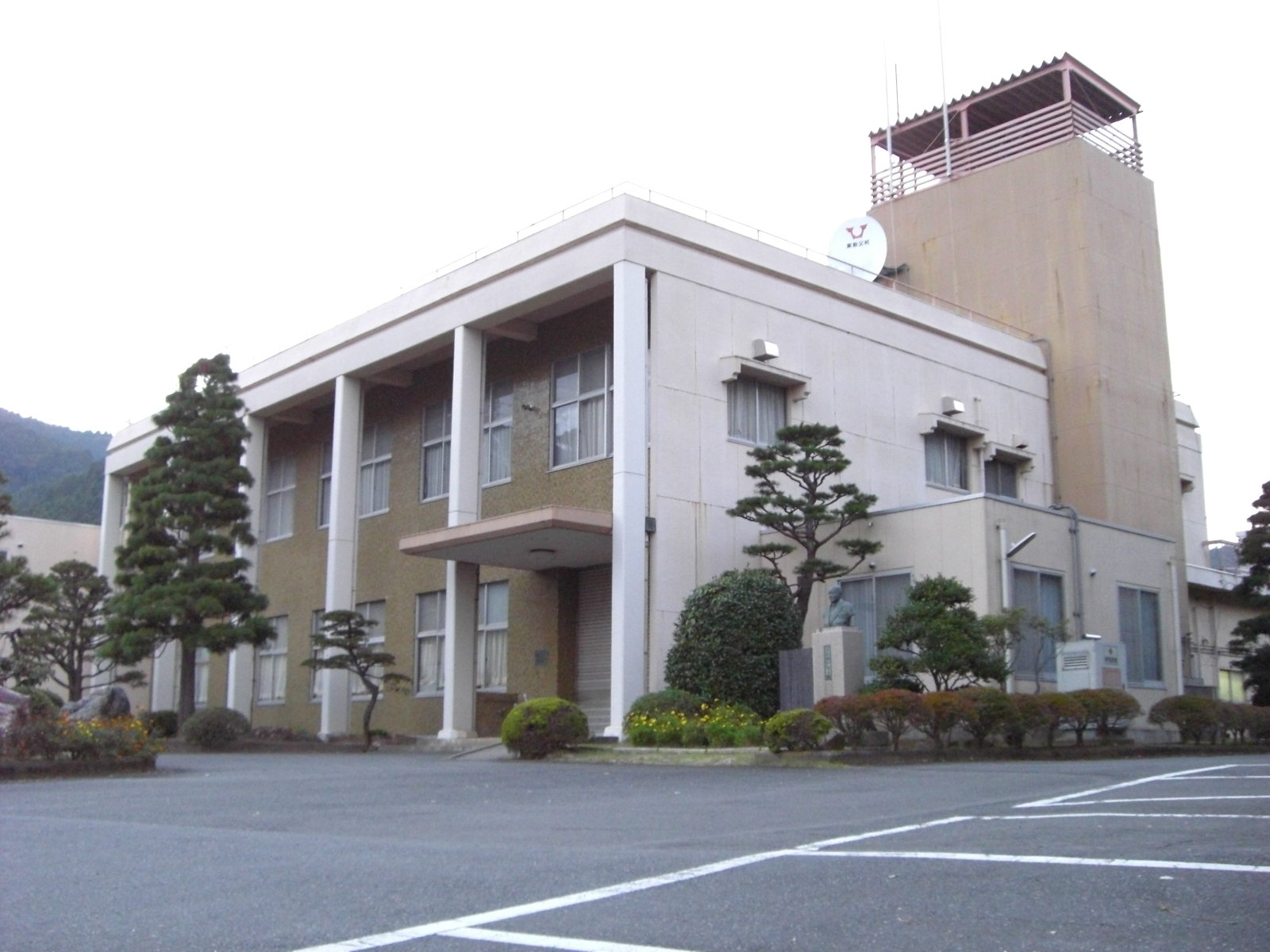
東秩父村役場

- 東秩父村（やまなみ）コミュニティーセンター
- 東秩父村ふれあい広場
- 萩平公会堂
- 小川警察署大河原駐在所 - 東秩父村のうち大字奥沢・御堂・安戸を担当とする[7]。
- JA埼玉中央東秩父支店
- 秩父鉱業御堂鉱業所
- 東秩父村和紙の里
- 東秩父村立図書館
- 浄蓮寺 - 日蓮宗の寺院。正和年間開基の古刹[4]。木造釈迦誕生仏立像、銅鐘、板碑が県文化財に指定されている[4]。
- 八幡山神社 - 御堂バス停付近と萩平の二ヶ所に置かれる。
- 津島神社
- 来迎寺 - 真言宗智山派の寺院。
- 常光寺 - 曹洞宗の寺院。
- 清正公山浄水場
- 萩平浄水場
- 村営向堀住宅